# Tabula Rogeriana
La delizia di chi desidera attraversare la terra (in arabo نزهة المشتاق في اختراق الآفاق‎?, Nuzhat al-mushtāq fi'khtirāq al-āfāq), generalmente detto Libro di re Ruggero (in arabo: كتاب روجر, Kitāb Rujārī), è una descrizione del mondo scritta dal geografo arabo al Idrisi nel 1154. 
Vi è allegato il mappamondo in 70 fogli noto come Tabula Rogeriana. 
Al-Idrisi lavorò sul testo e sulla carta geografica per quindici anni alla corte del re normanno Ruggero II di Sicilia che gli aveva commissionato l'opera intorno al 1138.

## Il libro
Il libro, scritto in arabo, segue la divisione in sette zone climatiche (secondo il sistema stabilito da Tolomeo), ognuna ulteriormente suddivisa in dieci sezioni, e contiene delle carte geografiche che mostrano il mondo allora conosciuto: l'Europa, l'Asia quasi per intero, e l'Africa a nord dell'equatore. La carta è orientata con il sud in alto ed il nord in basso. La Tabula Rogeriana è rimasta il mappamondo più preciso per tre secoli. Il testo riprende la descrizione della situazione fisica, culturale, politica e socio-economica di ciascuna regione e ciascuna delle settanta sezioni ha una cartina corrispondente.
Per elaborare la sua opera al-Idrisi interrogò, individualmente o a gruppi, viaggiatori esperti a proposito delle loro conoscenze del mondo. Nel libro inserì tuttavia solo le notizie su cui c'era accordo completo e perciò ritenute credibili, omise invece ciò su cui vi fosse disaccordo.

## La tabula

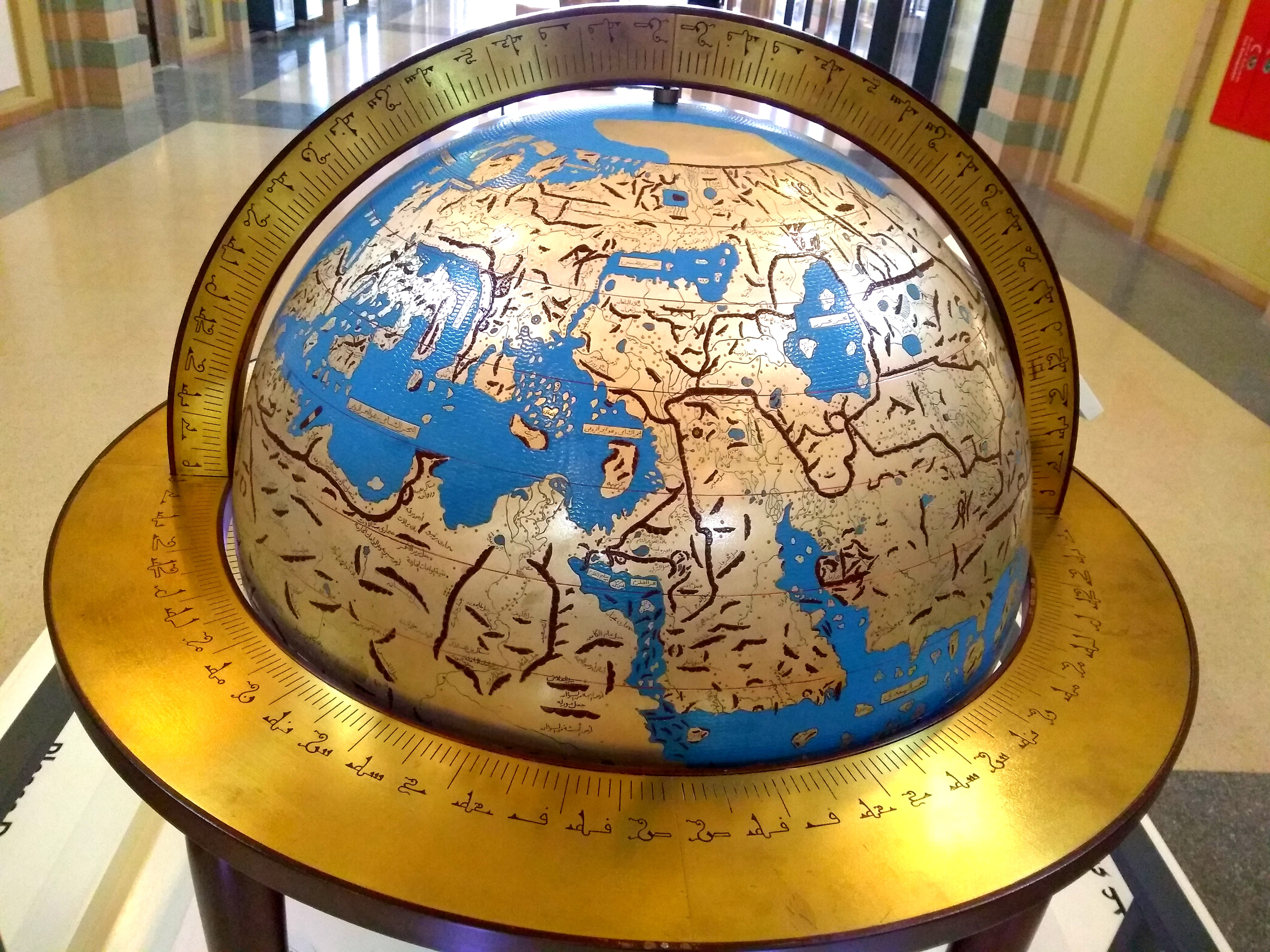
Riproduzione del planisferio di al-Idrisi (come globo), fatta dal Museo della Civiltà Islamica di Sharjah (EAU).

L'esemplare destinato a Ruggero era inciso su un disco d'argento pesante circa trecento libbre. Esso è andato perduto perché fuso dopo esser stato predato in occasione d'una sommossa contro il sovrano normanno Guglielmo I di Sicilia nel marzo 1161. L'originale del mappamondo era inciso su  una lastra d'argento larga 3,32 metri da un lato e 1,48 dall'altro, anch'esso perduto.

## Copie

La Tabula rogeriana invertita, con il nord in alto

Oggi sopravvivono dieci manoscritti, di cui cinque hanno il testo completo e otto hanno le carte. Due di essi si trovano alla Biblioteca nazionale di Francia, la più antica delle quali è datata circa 1325 (MS Arabe 2221). Un'altra copia, fatta al Cairo nel 1553, si trova alla Bodleian Library di Oxford (Mss. Pococke 375) che la comprò nel 1692. 
Il manoscritto più completo, che contiene la totalità del testo, il mappamondo, nonché tutte le settanta carte delle sezioni, è conservato ad Istanbul. Altre copie si trovano al Cairo ed a San Pietroburgo.